# Darklands (pel·lícula)
Darklands és una pel·lícula de terror britànica escrita i dirigida per Julian Richards, protagonitzada per Craig Fairbrass, Jon Finch, Rowena King, que es va estrenar el 997.
Richards va escriure el guió després d'assistir al Beltane Fire Festival a Edimburg. Va ser produït per Paul Brooks a Metrodome Films.
Anomenada "Wicker Man gal·lesa" per la premsa britànica, Darklands és possiblement la primera pel·lícula de terror gal·lesa realitzada al país. La pel·lícula forma part del creixement de l'era Cool Cymru de les arts i la cultura.

## Argument
Darklands segueix el periodista Frazer Truick mentre investiga la misteriosa mort del germà de la periodista en pràctiques Rachel Morris. Aprofundint, Truick es convenç que la tragèdia va ser un assassinat, comès per un estrany culte religiós. Però a mesura que l'evidència es desenvolupa, les coses adquireixen un significat més sinistre i potencialment letal per al periodista, ja que es veu embolicat en l'adoració al diable, la bruixeria i, finalment, el sacrifici humà.

## Estrena
El 1998 Darklands es va estrenar al Regne Unit per Metrodome Films, llançat en VHS per Pathé i emès per ITV.
Darklands està disponible en DVD a Alemanya (Splendid Films), França, Fox Film Corporation i Espanya (Filmax).
El 20 de novembre de 2012 Darklands s'estrenarà en DVD als EUA i Canadà per MVD Distribution.

## Premis
- Premi de la Crítica - Fantasporto
- Méliès d'Argent - Gran Premi de Cinema Fantastic Europeu de Plata - Fantasporto
- Millor guió - Fantasporto
- Premi Especial del Jurat - Fantasporto
- Premi al millor llargmetratge independent - Festival de pel·lícules fantàstiques (Regne Unit)
- Premi Silver Remi - WorldFest Houston

## Festivals
- Welsh International Film Festival - Aberystwyth, Regne Unit
- Fantasporto Festival de Cinema - Portugal
- Festival Internacional de Cinema de Fantasia de Brussel·les - Bèlgica
- Festival de Cinema d'Acció i Aventura de Valenciennes - França
- Festival de Cinema Fantàstic d'Amsterdam - Països Baixos
- Newport Beach Film Festival - EUA
- WorldFest-Houston International Film Festival - EUA
- Fanta Festival - Roma, Itàlia
- Shots In The Dark Film Festival - Nottingham, Regne Unit
- Puchon Fantastic Film Festival - Corea del Sud
- Espoo Ciné - Finlàndia
- Festival de pel·lícules fantàstiques (Regne Unit) - Manchester
- Festival de cinema fantàstic de Lund - Suècia
- XXX Festival Internacional de Cinema Fantàstic de Catalunya - Espanya
- Leeds Film Festival - Regne Unit
- Festival de Cinema de Sant Sebastià - Espanya
- Cinenygma Fantasy Festival - Luxemburg
- Festival de cinema de ciència-ficció -Trieste, Itàlia
- Another Hole in the Head Genre Film Festival -San Francisco, EUA

## Resposta crítica
"Terror d'acció amb elements de The Wicker Man ' - Variety.